# 蒙骜
蒙骜（？—前240年），《戰國策》中作蒙傲，中国战国时秦国名将。官位和爵位达到上卿。子蒙武，孙蒙恬、蒙毅也都是秦国和秦朝的名将。

## 早年经历
蒙骜的出生年月不详，早年的经历史书上记载也很简单，只知道他原是齐国人，在秦昭襄王时投奔秦国，他在秦昭襄王时期和秦孝文王时期的经历也没有具体的记载。

## 在秦莊襄王時期的為將經歷
公元前249年秦莊襄王繼位，蒙骜從此出现在歷史記载中。
同年，蒙骜奉秦庄襄王命进攻韩国，攻占成皋和荥阳。秦国在此建立了三川郡。另据《史记·秦本纪》记载此战之后，韩国割让成皋和巩给秦国，秦国设立三川郡，秦国的疆界到达了魏国的都城大梁。
据《史记·秦本纪》记载公元前248年率军进攻赵国，平定太原。
据《史记·秦本纪》记载公元前248年带兵攻打魏国，攻克了高都和汲。
公元前248年率军进攻赵国，攻占榆次、新城、狼孟等三十七城。而根据《史记·秦本纪》记载此役发生在公元前247年。
公元前247年在河外和信陵君率领的燕、赵、韩、楚、魏五国联军作战失利，被迫退回秦国。据记载，当时秦国不断的进攻魏国，魏国赦免并召回因窃符救赵事件而流亡在赵国的信陵君，信陵君因此组织了五国联军对抗秦军。显然在此之前蒙骜应该在率领军队进攻魏国。

## 秦王政时期
公元前246年秦王政继位。在秦王政继位的初年，蒙骜与王龁、麃公三人成为了当时秦国最重要的将领。
据《史记·秦本纪》记载，同年晋阳反叛，被蒙骜平定。而据《史记·六国年表》记载是秦军攻占了赵国的晋阳。可能是被秦国占领的原属赵国的晋阳又叛归赵国，但又被秦军攻占。
公元前244年率军进攻韩，攻克十三城。
据《史记·秦本纪》记载同年进攻魏国的畼和有诡，到第二年（公元前243年）攻占了这两城。
公元前242年攻魏国，攻占酸枣、燕、虚、长平、雍丘、山阳等二十城。并建立了东郡。

## 死亡
公元前240年，秦军分两路：一路由名将蒙骜统帅，北出太行，攻打赵国的龙（今河北行唐）、孤（今河北行唐北）、庆都（今河北行唐附近），试图切断邯郸周围地区与北方代、雁门的联系，防止李牧南下救援邯郸。另一路则由秦始皇的弟弟长安君成蟜率领，预期从上党的屯留（今山西屯留南）东出太行，直逼赵国都城邯郸。庞煖派兵埋伏于太行山密林深处，乱箭射杀蒙骜，秦军大败。

## 家族
蒙骜是秦国蒙氏家族开创者，为蒙氏家族在秦国的立足开创了非常好的基础。其子蒙武、孙蒙恬、蒙毅等都相继为将，显然都是与蒙骜的战功分不开的。蒙骜仅在其被史书记载的九年里几乎每年的作为主将带兵出征，总共攻克七十余城，在秦国历史上也不多见。